# Cordillera de Talamanca
De Cordillera de Talamanca is een gebergte in het grensgebied van Costa Rica en Panama. In het gebied ligt de Cerro Chirripó, met 3.819 meter de hoogste berg van Costa Rica en de Volcán Barú, met 3.474 de hoogste berg van Panama. Een aanzienlijk deel van de Cordillera de Talamanca maakt deel uit van het werelderfgoed Talamanca Range-La Amistad reservaten / Nationaal park La Amistad, dat in beide landen ligt.
De begroeiing van Cordillera de Talamanca bestaat tot een hoogte van ongeveer 3000 meter uit bergbossen en nevelwouden. Boven de 3000 meter bevindt zich de Talamanca-páramo, een alpien graslandgebied. 

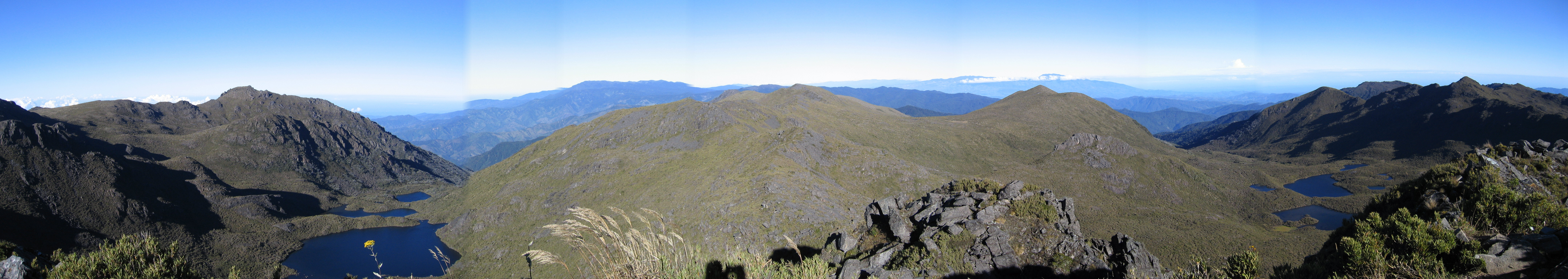
Cordillera de Talamanca met in het midden de Cerro Chirripó.